# Лісновський монастир
Лесновський монастир, який офіційно називається "монастирем святого Архангела Михаїла та святителя-відлюдника Гавриїла Лісновського" (мак. Свети Архангел Михаил и пустиножителот Гаврил Лесновски) wt середньовічна пам’ятка в Північній Македонії. Це, одна з найкраще збережених пам'яток збудованих сербським дворянством в 14 столітті, з добре збереженими фресками. 
Монастир належить до Македонської православної церкви. 

## Розташування
Монастир розташований на південно-західних схилах гори Осогово, посеред вулканічного кратера. Він знаходиться біля початку села Лісново, на висоті 870 метрів. Найближчим містечком є Злетово, яке разом із Лісново належить до муніципалітету Пробиштип. 

## Початок

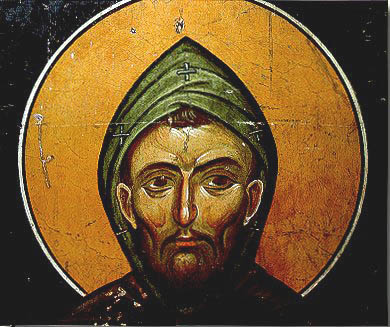
Святий Гавриїл Лесновський, фреска з Лесново

Монастир розташований у відокремленому регіоні, який був популярний у відлюдників 11 століття. Один з них, святий Гавриїл Лісновський, жив у місцевих печерах і там і помер. 
Досі залишається невідомим, чи заснував Гавриїл монастир сам, чи він був заснований потім на місці, де колись жив Гавриїл. Дуже небагато відомо про заснування першого монастиря, оскільки останки Гавриїла не були знайдені. Перша і єдина згадка старого монастиря датується 1330 роком, в хроніці монаха Станіслава Лісновського.

## Новий початок

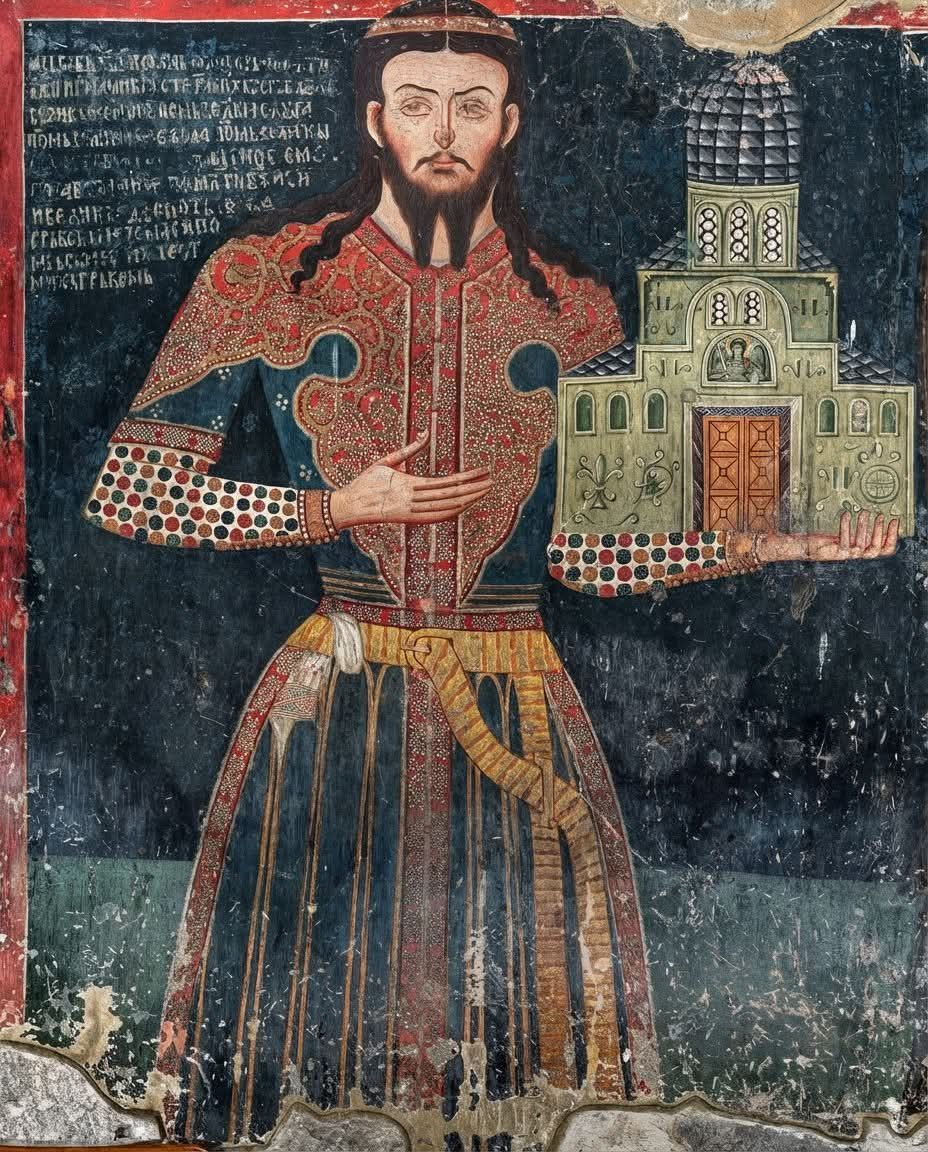
Портрет деспота Йована Олівера з церквою Святого Михайла в руках.

Новий монастирський комплекс, відомий сьогодні, був заснований в 1341 році деспотом Йованом Олівером Ґрчінічем, магнатом із Сербського королівства, який володів місцевістю, де зараз знаходиться монастир. Йован Олівер побудував церкву, присвячену Святому Михайлу, разом з новими оселями. Монастир одразу став дуже багатим, залучивши велике і добре освічене братство. Наступного року Олівер подарував монастир з усім його майном Хіландару, високо шанованому сербському монастирю на горі Афон. 
На сербському державному зібранні, яке відбулося в Скоп'є в 1347 році, сербський цар Стефан Душан проголосив Лісновський монастир резиденцією новоствореного Злетовського єпископства. Нове єпископство мало на меті замінити старе вже недіюче Морозвіздське єпископство. Лісновський монастир отримав нову хартію, за якою його було звільнено від влади Монастиря Хіландар, передано нові села і звільнено селян в них від державних повинностей. Як засновник монастиря, Йован Олівер зберіг право призначити ігумена та бути присутнім на виборах єпископа Злетово. І нове місце єпископату, монастирська церква, була збільшена - до неї був добудований притвор. 
Щодо цього періоду відомо, що в печерах навколо монастиря жила деяка кількість відлюдників (зазвичай, згадується кількість в 16 осіб). Багато хто з багаточисельного братства також жили як відлюдники, в тому числі і перший єпископ Арсеній I, який був похований в одній з цих печер. 
Небагато відомо про те, що відбувалося із Лісновським монастирем після смерті Стефана Душана в 1355 році та його сина Стефана Уроша V в 1371 році. В 1381 році місцевий володар Костянтин Деянович видав третю хартію, яка повернула Лісновський монастир під владу Монастиря Хіландар та передала його під нагляд єпископа міста Вельбуджа, його столиці. 

## Під владою Османів
Під час османського завоювання монастир не було зруйновано, але не виключено, що в кінці 15-го століття його братство було розпущене на деякий час. 
Перше відновлення занедбаного монастиря відбулося в 1558 році, лише через рік після відновлення Сербського патріархату в Печі. Реконструкція, проведена його ігуменом Неофітом у тому році, розпочала серію робіт, профінансовану багатими людьми із сусіднього гірничого міста Кратово, яке в той час процвітало. В 1581 році герцог Микола Бойчич покрив монастир свинцем, а в 1588 році герцог Микола Пепіч збудував зовнішній притвор. Монастир також отримав нові оселі і книги, а також нові володіння.
У цей період монастир знову став резиденцією єпископату. Пізніше, у 17 та наступних століттях, монастир був підпорядкований єпископу Кратово-Штипському або Кюстендільському.
З османського документа 1618 року стає відомо, що ченці допомагали розбійникам, а деякі з них навіть приєдналися до їхніх лав. З 1664 року монастир отримує допомогу від Росії.
Після поразки місцевого повстання на підтримку наступаючої армії Габсбургів, монахам довелося покинути Лісново і монастир був розграбований. Він був відреставрований у 18 столітті, але до кінця реставрації його знову покинули. Ретельне відновлення відбулося після того, як в 1805 році чернецтво було відновлено ченцем Теодосією з монастиря Високі Дечани. В 19 столітті Лісново прославилося низкою цінних рукописів, які були продані ченцями і які дійшли до багатьох бібліотек (Белград, Софія, Санкт-Петербург). 

## Архітектура

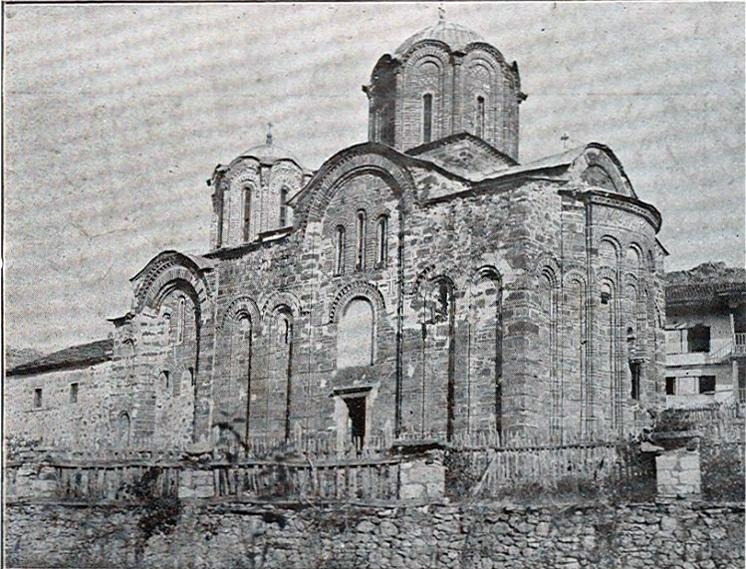
Лісновський монастир в 1912 році.

Найстаріша частина церкви з 1341 року має форму хреста з куполом над її центром. Її архітектура відповідає візантійським канонам з чергуванням шарів цегли та каменю та декоративними арками в два рівні (подібно до церкви Святого Михайла в Штипі).
Притвор, оскільки він був побудований лише через кілька років (в 1347 році), утворює гармонійне ціле зі стінами з тією ж окраскою, меншим куполом над ним та трьома подвійними входами. 
Найзахідніша частина була додана герцогог Миколою Пепічем в 1588 році. Вважаючись набагато менш гарною архітектурою, вона була зруйнована в середині 20 століття, і лише нещодавно відбудована у первісному вигляді. 

## Фресковий живопис

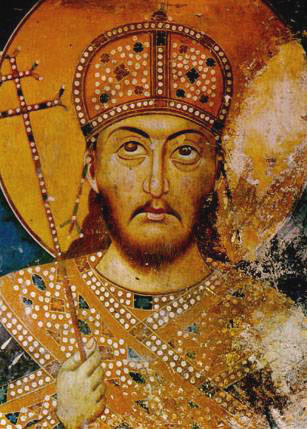
Портрет імператора Душана

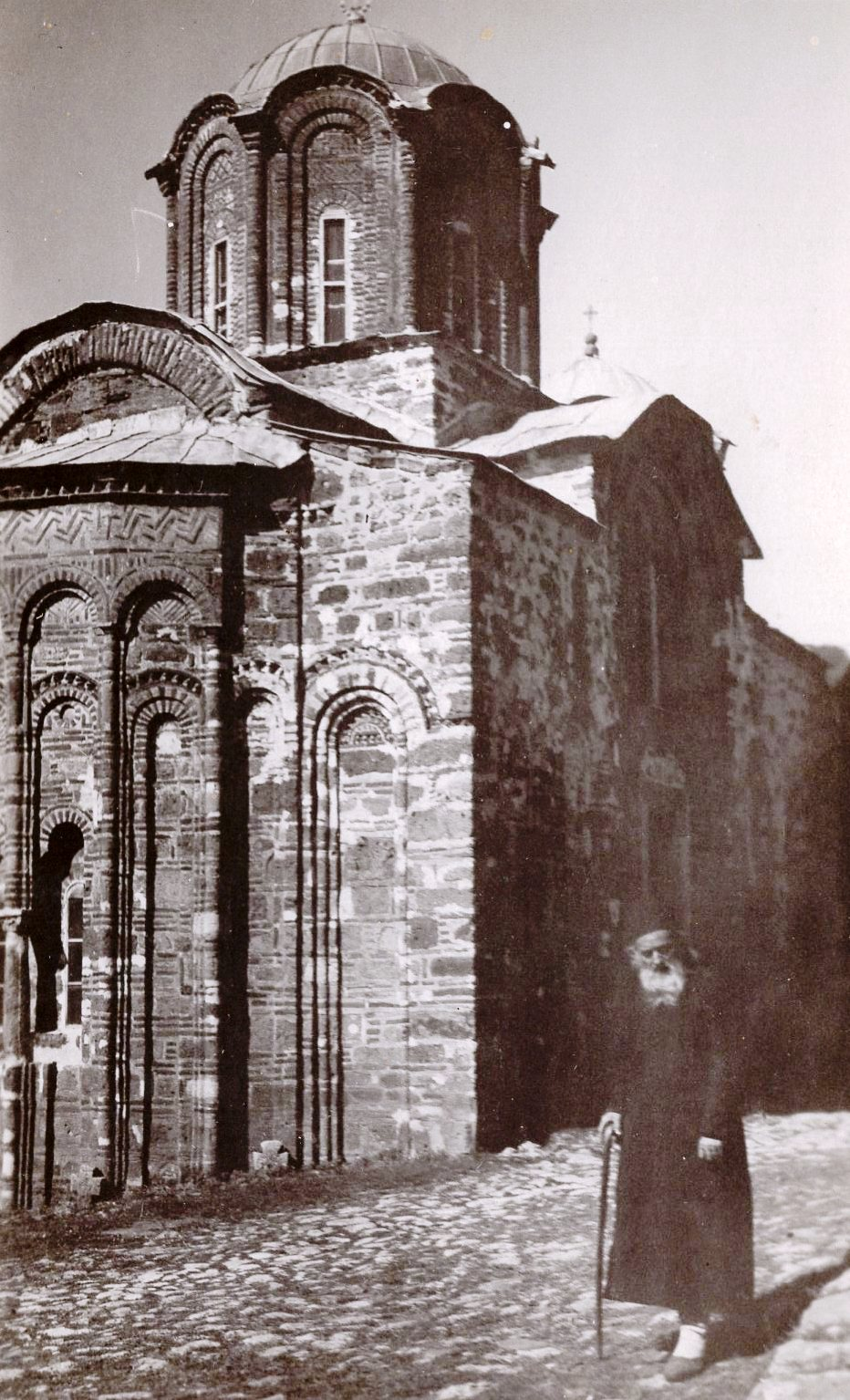
Чернець перед монастирем.

Подібно до архітектури, настінні розписи Лісновського монастиря походять з короткого проміжку часу. Первісна церква була розписана в 1346-47 роках, притвор - в 1349 році. Було чотири живописці, з яких відомі імена трьох, вписаних у медальйони: Севасто, Михайло та Марко. Один із них також намалював свій автопортрет, сидячим біля річки знань, що походить із вчення одного з Отців Церкви. Хоча вони були розписані всього лише за кілька років, фрески Лісновського монастиря демонструють усе стилістичне розмаїття стилів живопису. Хоча деякі картини в нефі слідують класицистичним зразкам початку 14 століття, своєю спокійною композицією та м'яким кольоровим контрастом, художник циклу про святого Михайла наголошував на активності та драматизмі подій, малюючи їх яскравими фарбами.
На багатьох картинах зображені рідкісні або навіть унікальні зображення чи іконографічні рішення, наприклад, намальований червоним святий Михаїл на коні, представлений як командир Божої армії чи циклу архангелів. Більш поширеною є велична композиція святого Михайла, який рятує Константинополь від сарацинів. В зображеннях псалмів царя Давида є цікаві композиції про сонце, місяць та дванадцять знаків зодіаку, хоровод до барабанів та струн та кілька інших сцен із життя 14 століття. На стінах церкви також знайдені зображення трьох ченців-відлюдників з цієї місцевості: Гавриїла Лісновського, Йоахіма Осоговського та Прохора Пчін'ї, а також портрети засновників незалежної сербської церкви святого Симеона та святого Сави.

## Іконостас
Великий дерев'яний іконостас був зроблений в 1811-14 роках Петре Філіповичем та його групою різьбярів по дереву з клану Міджак у Західній Македонії. Це перший із чотирьох відомих іконостасів, які зробила ця група. Він помітно вирізняється своїми деталями та оздобленням. Ікони є роботою майстрів самоківської школи.

## Монастирський комплекс
Монастирські оселі відносяться здебільшого до періоду реставрації на початку 19 століття. Висока вежа була побудована в той же період. В ній є дзвін, відлитий у 1860 році в Крагуєваці, який має напис, що цей дзвін є пожертвою сербського князя Михайла Обреновича. 
Поруч з церквою росте багатовікове дерево Шовковиці, яке нібито було посаджено невдовзі після того, як церква була побудована у 14 столітті. 